# 伊恩·布朗 (游泳运动员)
伊恩·布朗（英語：Ian Brown，1965年8月14日—），澳大利亚男子游泳运动员。他曾代表澳大利亚参加1990年英联邦运动会游泳比赛，获得二枚金牌和一枚银牌。他也曾参加1988年和1992年夏季奥运会。